# HR Возничего
HR Возничего (лат. HR Aurigae) — двойная затменная переменная звезда (E:) в созвездии Возничего на расстоянии приблизительно 206 световых лет (около 63 парсеков) от Солнца. Видимая звёздная величина звезды — от +12,09m до +10,92m. Орбитальный период — около 1,6278 суток.

## Характеристики
Первый компонент — оранжевый карлик, эруптивная переменная звезда типа RS Гончих Псов (RS:) спектрального класса K0:e. Радиус — около 0,72 солнечного, светимость — около 0,167 солнечной. Эффективная температура — около 4349 К.